# Felip d'Anglesola
Felip d'Anglesola, president de la Generalitat de Catalunya l'any 1380, havia estat nomenat per les Corts reunides a Barcelona el 17 de gener d'aquell any. Fill dels senyors d'Anglesola havia tingut una bona educació. Abans de ser nomenat diputat havia format part de la comissió reorganitzadora de la Generalitat l'any 1378. Va morir cap a la fi de 1380, abans d'un any del seu nomenament i va ser substituït per Pere de Santamans el gener de 1381.
A les Corts de Barcelona (1379), el rei Pere el Cerimoniós havia tornat a demanar fons, aquesta vegada per la conquesta de Sardenya. Es va prometre un donatiu de 150.000 lliures. Dins de les mesures de contenció es decideix prescindir dels oïdors i deixar aquesta feina als propis diputats. També els va tocar nomenar nous comissaris i diputats locals que havien estat destituïts, així com encarregar-se de vendre censals, segons acord de les Corts de maig de 1380.